# 名偵探柯南：獨眼的殘像
《名偵探柯南：獨眼的殘像》是2025年日本動畫電影，改編自日本漫畫家青山剛昌漫畫系列《名偵探柯南》的第28部劇場版，由重原克也執導，櫻井武晴編劇，2025年4月18日在日本上映。
2025年5月6日，電影上映19日突破百億日圓，讓《名偵探柯南》成為日本影史首個連續3部突破百億日圓的電影系列，並一度成為2025年日本電影票房冠軍，直至7月被《鬼滅之刃劇場版 無限城篇 第一章 猗窩座再襲》超越。
2025年7月3日，中國大陸票房突破2億人民幣，為系列劇場版最快破2億票房電影。7月9日，中国大陆票房突破3亿人民币，本片成为系列首部剧场版破3亿票房的作品。

## 劇情
八年前，长野县發生了一起槍械店抢劫案，兇手分別是御厨贞邦和鹫头隆。枪械店老板舟久保英三的女儿舟久保真希因与歹徒正面遭遇而受伤。作为冬季两项选手的舟久保真希因此被取消资格，最终自杀。鹫头隆通过司法交易（認罪協商）供出御厨贞邦下落後获释。舟久保英三对鹫头隆非常不滿，他覺得自己的女兒因他而死，而鹫头隆卻獲釋。舟久保真希生前男友，山梨县警察林笃信也非常不滿鹫头隆因司法交易而獲釋，也懷恨御厨贞邦。御厨贞邦同樣对出賣自己的鹫头隆怀恨在心，被捕後在假释期间失踪。
10个月前，在八岳未宝岳，长野县警察警部大和敢助正在追捕逃亡中的御厨贞邦。大和敢助目击到除御厨贞邦外還有另一名神秘人物，神秘人物用步枪朝大和敢助射击导致大和敢助左眼受伤，随后發生了雪崩。虽然大和敢助生还，這段记忆卻一直回憶不起來。
10个月后，长野县的野邊山宇宙電波觀測所发生入侵事件，野邊山宇宙電波觀測所的职员圆井圆遭到袭击。大和敢助与同事上原由衣赶往现场，但当大和敢助看到天文台的抛物面天线时，左眼的伤疤突然剧痛难忍。
与此同时，毛利小五郎的前同事鲛谷浩二聯繫上了毛利小五郎。在被问及10个月前未宝岳雪崩事故及大和敢助相关情况后，毛利小五郎约定与鲛谷浩二在日比谷公園会面。然而当毛利小五郎带着江戶川柯南和毛利兰抵达约定地点时，竟目睹了鲛谷浩二遭神秘人物枪杀。而神秘人物作案時頭戴機車頭盔，未被認出，騎機車逃走到霞關站出入口後丟棄機車並且順利逃走。面对鲛谷浩二猝死的悲痛，毛利小五郎决心查明真相，並与佐藤美和子、高木涉两位刑警一同前往长野县。
警方调查发现，鲛谷浩二死前曾与已被逮捕並身處監獄服刑的御厨贞邦会面。毛利小五郎一行与大和敢助、上原由衣、诸伏高明以及林笃信共同借訊御厨贞邦。
被毛利小五郎拒绝同行的江戶川柯南和毛利兰暗中跟随至长野，与阿笠博士及少年侦探团汇合。他们受阿笠后辈、野邊山宇宙電波觀測所研究员越智丰邀请参观设施，途中江戶川柯南卻被林笃信安裝窃听器。江戶川柯南通過窃听器掌握警方动向並前往山梨监狱与毛利小五郎汇合，并识破林笃信實際上是潜伏在警界的"秘密公安"。江戶川柯南随即与身處东京都的安室透及在长野办案的风见裕也共享情报。同时，负责鲛谷浩二命案的东京地方检察厅检察官长谷部陆夫擅自前往长野加入调查。
当晚，大和敢助和上原由衣山中勘查时，遭神秘人物用步枪袭击。神秘人物继续追击赶来的圓谷光彦和小嶋元太，在被毛利兰反击后神秘人物逃脱。大和敢助二人躲进大友隆经营的炭燒小屋「ブッパ」保住性命。警方与长谷部彻夜搜山未果，推测犯人与未宝岳雪崩事故有关。
次日下山途中，大和敢助再遭枪击。枪战中，諸伏高明为保护大和敢助，腿部中弹坠崖，落入冰河濒临溺毙时，其弟諸伏景光的幻影出现。諸伏高明识破原來是幻觉后鸣枪示警，被江戶川柯南等人救起。
众人來到大友隆的炭燒小屋避难，神秘人物利用大友持有的雪崩音波装置引发二次雪崩。江戶川柯南试图用瓦斯罐爆炸声启动反向装置抵消雪崩，经历两次失败后，虽成功啟動装置，却为时已晚。众人躲入窑洞逃生，但大和敢助被雪吞没，医院宣告其死亡。
黄昏时分，安室透向江戶川柯南透露：鲛谷浩二作为秘密公安正在调查雪崩事故，此事与日本国会审议中的日本刑事訴訟法修正案相关，该法案因日本政府遭威胁而停滞。江戶川柯南以工藤新一之名将推理结论邮件发送给毛利小五郎等人。
夜间，江戶川柯南一行与舟久保英三、大友隆在野邊山宇宙電波觀測所聚集。大友隆被曝光其真实身份是改名换姓的鹫头隆。舟久保英三虽一度激动质问，最终仍然決定原谅。
进入天文台后，江戶川柯南指证林笃信是连环枪击案真凶，并揭穿大和敢助其實並未身亡，他只是为保护同伴而詐死。突然恢复记忆的大和敢助现身围捕林笃信。林笃信為反对日本政府將司法交易寫入刑事訴訟法修正案，遂利用天文台抛物面天线窃取卫星通信要挟政府。此时長谷部陸夫暴露真实身份，是内阁情报调查室卫星情报中心监察官。
林笃信先后利用移动观测车和轨道天线台逃亡。上原由衣不小心登上天线台，這阻礙了警方的狙击。大和敢助成功救下上原由衣后，江戶川柯南联合灰原哀操作激光投影装置，在諸伏高明与毛利兰协助下干扰林笃信视线。風見裕也狙击天线台失败，毛利小五郎夺枪精准击毁动力部阻止林笃信逃亡。
林笃信被捕后，安室透向林笃信提出，由於其本人已殺人，死罪難逃，於是希望讓他以不透露秘密公安涉案为條件換取其无期徒刑。但林笃信似乎並不打算這樣做。

## 登場角色

### 原作角色
| 角色                 | 配音員               | 配音員               | 配音員               | 配音員               | 簡介 |
| 角色                 | 日本                 | 臺灣                 | 香港                 | 中国大陆             | 簡介 |
| 主要人物（關鍵人物） | 主要人物（關鍵人物） | 主要人物（關鍵人物） | 主要人物（關鍵人物） | 主要人物（關鍵人物） | 主要人物（關鍵人物） |
| -------------------- | -------------------- | -------------------- | -------------------- | -------------------- | --- |
| 江戶川柯南           | 高山南               | 曾允凡               |                      | 李世荣               | 本作品男主角，原高中生名偵探工藤新一，被黑暗組織的成員琴酒灌下毒藥而縮小變成孩童的模樣，後化名為江戶川柯南，寄住在毛利家中並暗中調查黑暗組織並且找尋解藥。                               |
| 工藤新一             | 山口勝平             | 劉傑                 |                      | 阿杰                 | 本作品男主角，原高中生名偵探工藤新一，被黑暗組織的成員琴酒灌下毒藥而縮小變成孩童的模樣，後化名為江戶川柯南，寄住在毛利家中並暗中調查黑暗組織並且找尋解藥。                               |
| 毛利小五郎           | 小山力也             | 曹冀魯               |                      | 张遥函               | 本作劇場版「關鍵人物」之一。小蘭的父親，英理的丈夫，私家偵探，外號沉睡小五郎，原刑警，辭職後在家開設毛利偵探事務所。                                                                     |
| 大和敢助             | 高田裕司             | 曹冀魯               |                      | 萬力                 | 本作劇場版「關鍵人物」之一。長野縣警刑事部捜査一課刑警（警部），上原由衣的青梅竹馬兼同事；諸伏高明的好友兼競爭對手。因個性較粗曠又直快，容易被誤認為是壞人。                             |
| 上原由衣             | 小清水亞美           | 楊凱凱               |                      | 楊凝                 | 本作劇場版「關鍵人物」之一。長野縣警刑事部捜査一課刑警，大和敢助的青梅竹馬。因誤以為大和敢助已經死亡，死心和別人結婚後卻成了寡婦。                                                       |
| 諸伏高明             | 速水獎               | 吳文民               |                      | 湯水雨               | 本作劇場版「關鍵人物」之一。長野縣警刑事部捜査一課刑警（警部），諸伏景光的哥哥。人稱「孔明」，喜歡用三國志等古籍來比喻形容事物。以東都大學法務部榜首成績畢業後，獲免試資格保送縣警本部。 |
| 朋友相關人物         |                      |                      |                      |                      | |
| 毛利蘭               | 山崎和佳奈           | 魏晶琦               |                      | 季冠霖               | 新一的青梅竹馬兼女朋友，運動神經發達，擅長空手道，曾獲得全國高中空手道關東大賽的冠軍。                                                                                                   |
| 灰原哀               | 林原惠               | 魏晶琦               |                      | 阎萌萌               | 柯南的搭檔兼好友，本名宮野志保，原黑暗組織科學家雪莉。為了脫離組織決定吃下毒藥自盡卻讓自己縮小成孩童的模樣，逃離組織不久就寄住在阿笠家中並化名灰原哀。                                   |
| 阿笠博士             | 緒方賢一             | 吳文民               |                      | 郭政建               | 工藤家的鄰居兼好友，科學家兼發明家，會發明出一些道具讓柯南在案件中使用，在灰原哀逃離黑暗組織後收留她。                                                                                   |
| 吉田步美             | 岩居由希子           | 楊凱凱               |                      | 山新                 | 三人為帝丹小學一年級生，後來與轉學生柯南和灰原一同組成少年偵探團。 |
| 小嶋元太             | 高木涉               | 劉傑                 |                      | 张磊                 | 三人為帝丹小學一年級生，後來與轉學生柯南和灰原一同組成少年偵探團。 |
| 圓谷光彦             | 大谷育江             | 魏晶琦               |                      | 刘校妤               | 三人為帝丹小學一年級生，後來與轉學生柯南和灰原一同組成少年偵探團。 |
| 鈴木園子             | 松井菜櫻子           | 楊凱凱               |                      | 佟心竹               | 小蘭的好友兼同學，鈴木財團的二千金，時常邀請毛利家參加各式的宴會活動，與京極真是戀人關係。                                                                                               |
| 京極真               | 檜山修之             | 曹冀魯               |                      | 常进                 | 全日本空手道黑帶的冠軍，有著400連勝紀錄，外號「蹴擊貴公子」，與鈴木園子是戀人關係。 |
| 榎本梓               | 榎本充希子           | 楊凱凱               |                      | 阎么么               | 白羅咖啡廳的服務生，安室透的同事。 |
| 公安警察相關人物     |                      |                      |                      |                      | |
| 諸伏景光             | 綠川光               | 曹冀魯               |                      | 杨昕燃               | 前警視廳公安部所屬的公安警察，諸伏高明的弟弟，降谷零在警校時期的同期學生兼童年玩伴。與降谷一樣是被派入黑暗組織內的間諜，代號為「蘇格蘭威士忌」，後來因為身份曝光而自盡殉職。             |
| 安室透／降谷零       | 草尾毅               | 劉傑                 |                      | 藤新                 | 警察廳警備局警備規劃課的公安警察，本名為降谷零，化名為安室透，臥底於黑暗組織，代號為「波本」，以安室透身份自稱私家偵探拜毛利小五郎為師，後來在白羅咖啡廳擔任服務生。                     |
| 風見裕也             | 飛田展男             | 吳文民               |                      | 皇贞季               | 警視廳公安部所屬的公安（警部補），降谷零的直屬部下。 |
| 警視廳相關人物       |                      |                      |                      |                      | |
| 黑田兵衛             | 岸野幸正             | 曹冀魯               |                      | 刘琮                 | 警視廳搜查一課的管理官（警視），前警察廳幹部，降谷零的直屬上司。 |
| 目暮十三             | 茶風林               | 吳文民               |                      | 张闻天               | 警視廳搜查一課的警官（警部），曾是毛利小五郎的上司，經常在兇案現場要求部下調查相關證據。                                                                                                 |
| 白鳥任三郎           | 井上和彥             | 劉傑                 |                      | 吳凌雲               | 警視廳搜查一課的警官（警部），出身於豪門，與小林澄子是戀人關係。 |
| 佐藤美和子           | 湯屋敦子             | 魏晶琦               |                      | 杨希                 | 警視廳搜查一課的警官（警部補），擁有極多追求者，有著「警視廳之花」的稱呼，與高木涉是戀人關係                                                                                             |
| 高木涉               | 高木涉               | 劉傑                 |                      | 张圣                 | 警視廳搜查一課的刑警（巡查部長），會聽小孩的意見，與少年偵探團關係極好，與佐藤美和子是戀人關係。                                                                                         |
| 千葉和伸             | 千葉一伸             | 曹冀魯               |                      | 张磊                 | 警視廳搜查一課的刑警（巡查部長），高木的好友，與三池苗子是戀人關係。 |

### 本作角色
| 角色             | 配音員     | 配音員     | 配音員     | 配音員     | 簡介 |
| 角色             | 日本       | 臺灣       | 香港       | 中国大陆   | 簡介 |
| 警察相關者       | 警察相關者 | 警察相關者 | 警察相關者 | 警察相關者 | 警察相關者 |
| ---------------- | ---------- | ---------- | ---------- | ---------- | --- |
| 鮫谷浩二         | 平田廣明   |            |            | 林強       | 警視廳刑事總務科改革準備室的警部，毛利小五郎在警視廳工作時的同事兼好友，綽號「鱷魚」。真實身分為「臥底公安」，劇中正在調查大和敢助被捲入雪崩事件的相關事件，原本和小五郎約在日比谷公園見面打算詳談雪崩事件一事，但在見面前就被人襲擊槍殺。 |
| 長谷部陸夫       | 關智一     | 吳文民     |            | 谷江山     | 東京地方檢察廳的檢察官。被派來負責處理鮫谷被害事件一事，會議上對黑田採取相當的強硬立場，主動前往長野縣調查。真實身分為內閣情報調查室成員。                                                                                                 |
| 林篤信           | 羽多野涉   |            |            | 胡良偉     | 山梨縣警總務課的警部補。在大和敢助因雪崩住院後，負責照顧他。真實身分為「臥底公安」，受風見指示在柯南身上安裝竊聽器。 |
| 須賀             | 石川洋昭   | 曹冀魯     |            | 李昊甲     | 警視廳刑事總務科改革準備室所屬的警部，鮫谷的同事。 |
| 國立天文台相關者 |            |            |            |            | |
| 越智豐           | 松本保典   |            |            | 劉九榕     | 長野縣國立天文台教授。阿笠博士在大學時期的學弟，招待阿笠博士等人到國立天文台參觀。 |
| 圓井圓           | 山下美月   |            |            | 徐佳琦     | 長野縣國立天文台野邊山所屬的施設研究員。 |
| 搶劫事件相關者   |            |            |            |            | |
| 大友隆/鷲頭隆    | 山田孝之   |            |            | 郭浩然     | 在長野山區經營木炭小屋的男人。真實身分是鷲頭隆，為當年槍炮店搶劫事件的2人組犯人之一，當年接受警方的認罪協議減輕刑責而出賣同伙御廚貞邦。 |
| 御廚貞邦         | 武内駿輔   | 劉傑       |            | 劉崢       | 槍炮店搶劫事件的2人組犯人之一，曾被捕入獄，但在假釋期間失踪，被敢助發現行蹤，後來被高明逮捕入獄。 |
| 舟久保英三       | 仲野裕     | 劉傑       |            | 王雪亮     | 遭遇搶劫事件的槍炮店老闆，一直追尋當年害死女兒的失蹤犯人鷲頭隆。 |
| 舟久保真希       | 福圓美里   |            |            | 潘文婕     | 英三的女兒，原為奧運會選手，因為槍炮店搶劫事件導致意外受傷，而被取消參賽資格，最終她從懸崖上跳下自殺。 |

### 预告角色
| 角色     | 配音員   | 配音員 | 配音員 | 配音員   | 簡介                                               |
| 角色     | 日本     | 臺灣   | 香港   | 中国大陆 | 簡介                                               |
| -------- | -------- | ------ | ------ | -------- | -------------------------------------------------- |
| 横沟重悟 | 大冢明夫 |        |        |          | 神奈川县警局搜查一课警部。                         |
| 萩原千速 | [[]]     |        |        |          | 神奈川县警察交通部第三交通机动队小队长（警部补）。 |

## 製作

### 製作人員
- 原作：青山剛昌
- 導演：重原克也
- 劇本：櫻井武晴
- 配樂：菅野祐悟
- 動畫製作：TMS／第一工作室
- 製作：《名偵探柯南》製作委員會（小學館、讀賣電視台、日本電視台、ShoPro、東寶、TMS娛樂）
- 發行：東寶

## 音樂

### 主题曲
| 類別   | 曲名        | 作詞     | 作曲     | 編曲     | 演唱     |
| ------ | ----------- | -------- | -------- | -------- | -------- |
| 主題曲 | TWILIGHT!!! | 常田大希 | 常田大希 | King Gnu | King Gnu |

## 宣傳與推廣

由原作者青山剛昌手繪的海報。

2024年4月12日，《名偵探柯南：100萬美元的五稜星》放映結束後出現諸伏高明的台詞「其疾如風，我便將此風吹給你看」、毛利小五郎打噴嚏以及大和敢助的台詞「別被風吹感冒了」的製作預告，故事舞台為長野縣雪山，並定檔於2025年黃金週。
9月16日，原作者青山剛昌透過任天堂發行的《集合啦！動物森友會》公開本作劇場版的片名格式為，並於10月7日起陸續公開每個將於2025年劇場版登場的角色。
12月4日，《週刊少年Sunday》2025年第1號中，正式發表本作的標題為《名偵探柯南：獨眼的殘像》（名探偵コナン 隻眼の残像），其中殘像的讀法為（Flashback）。另外附上作品介紹以及青山剛昌的手繪海報。12月5日，公開30秒特報影片及「DETECT」視覺海報，並同時於官網更新了劇情梗概和每部慣例的謎題。
2025年2月26日，公開本作的主視覺海報以及「沉睡的宣傳」預告片，並公佈平田廣明為本作中的原創角色「鮫谷浩二」配音。
3月4日，公佈山田孝之和山下美月擔任本作嘉賓聲優，分別為本作中的原創角色「大友隆」和「圓井圓」配音。

## 票房
| 上一届： 《大雄的繪畫世界物語》 | 2025年日本週末票房冠軍 第16-20週  | 下一届： 《不可能的任務：最終清算》 |
| 上一届： 《醬園弄·懸案》        | 2025年中国内地一周票房冠军 第24週 | 下一届： 《侏羅紀世界：重生》       |

## 外部連結
- 官方网站 （日語）
- YouTube上的「名偵探柯南 獨眼的殘像」6月25日 全台聯映!.Anime & Movie 普威爾. 2025-04-22
- 互联网电影数据库（IMDb）上《名偵探柯南：獨眼的殘像》的资料（英文）
- Box Office Mojo上《名偵探柯南：獨眼的殘像》的资料（英文）
- 爛番茄上《名偵探柯南：獨眼的殘像》的資料（英文）
- 開眼電影網上《名偵探柯南：獨眼的殘像》的資料（繁體中文）
- 豆瓣电影上《名偵探柯南：獨眼的殘像》的資料 （简体中文）
- 时光网上《名偵探柯南：獨眼的殘像》的資料（简体中文）